# Renault R 312

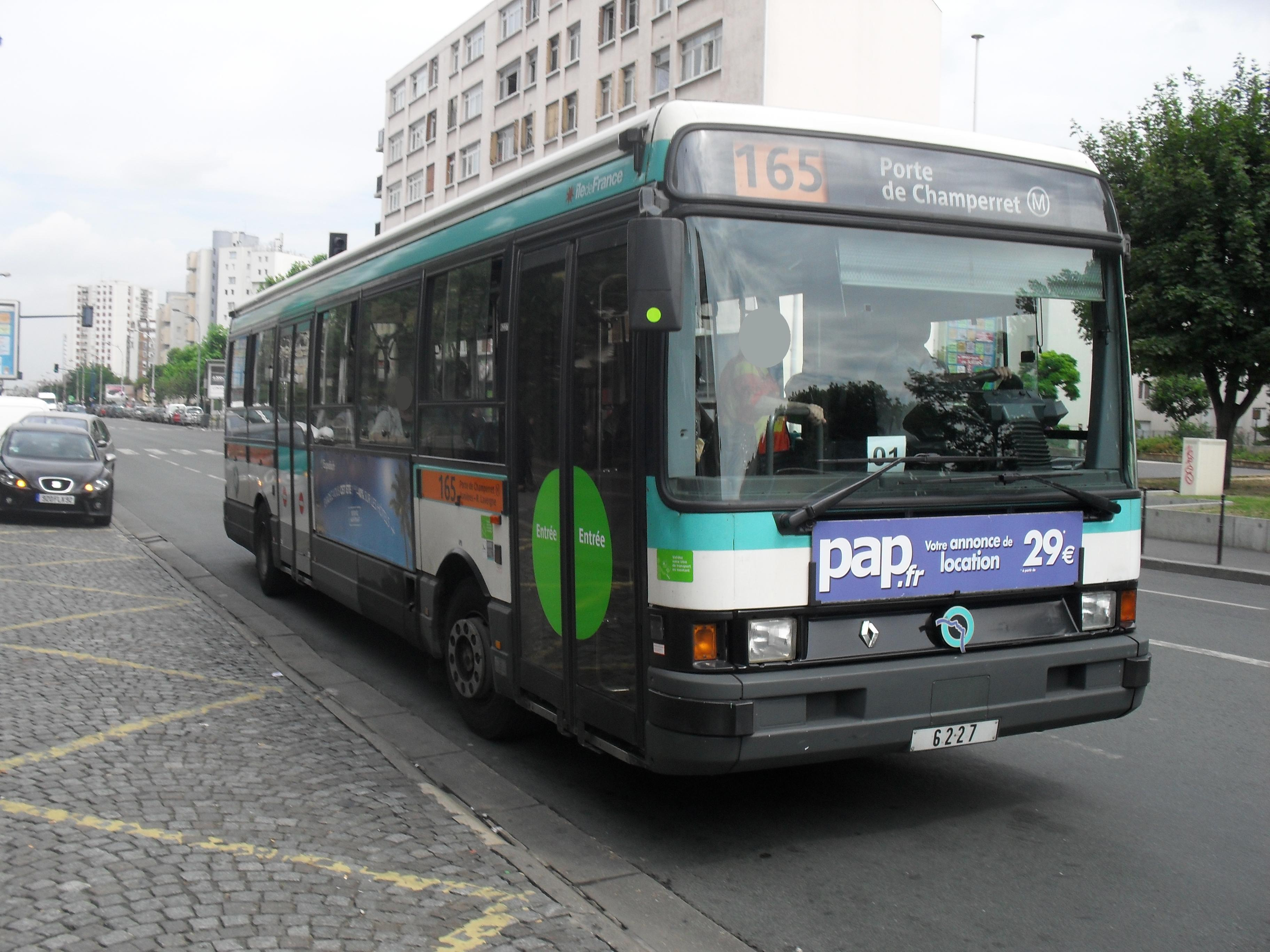
Zweitürige Version in Paris

Der Renault R 312 ist ein Stadtbus des französischen Herstellers RVI. Er löste 1987 den SC 10 ab; 1996 ersetzte ihn der Agora.
Der R 312 war mit einem 6-Zylinder-9,8-Liter-Turbodiesel im Heck ausgerüstet. Es gab ihn in zwei Versionen mit 152 kW (207 PS) bzw. 187 kW (254 PS). Der Bus hatte einen niedrigen Fußboden auf 512 mm Höhe über Fahrbahn mit einer Stufe an den zwei bzw. drei Doppeltüren. Die Sitze waren auf Podesten angeordnet. Der R 312 konnte je nach Ausführung bis zu 112 Fahrgäste befördern. 